# سیلوس (نورته د سانتاندر)
سیلوس (انگلیسی: Silos, Norte de Santander) نام یک منطقه مسکونی در کلمبیا است.